# Transskandinaviska magmatiska bältet

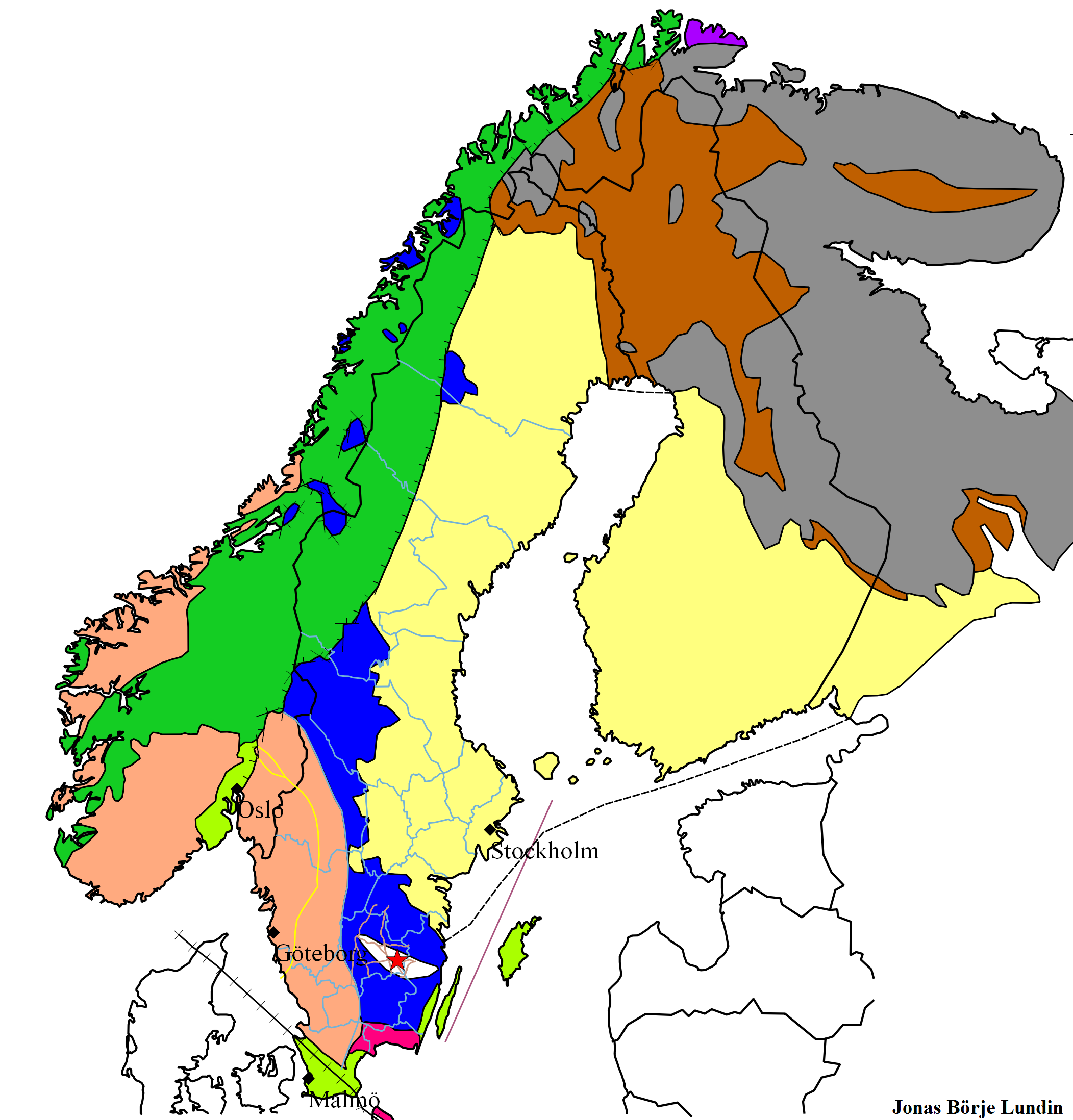
Geologisk karta av Fennoskandiska urbergsskölden. Transskandinaviska magmatiska bältet i blå.

Det transskandinaviska magmatiska bältet sträcker sig från Småland upp genom Värmland och västra Dalarna för att sedan fortsätta in under fjällkedjan och upp mot norra Skandinavien. I Dalarna är den delvis täckt av jotnisk dalasandsten. Det transskandinaviska magmatiska bältet består av relativt odeformerade graniter och vulkaniska porfyrer (bland annat den välkända Älvdalsporfyren). Det bildades genom magmatisk aktivitet i minst tre olika pulser från cirka 1800 till cirka 1650 miljoner år sedan. 